# Canton de Villefranche-de-Rouergue
Pour les articles homonymes, voir Canton de Villefranche.
Le canton de Villefranche-de-Rouergue est une circonscription électorale française située dans le département de l'Aveyron et la région Occitanie.
À la suite du redécoupage cantonal de 2014, les limites territoriales du canton sont remaniées. Le nombre de communes du canton passe de 7 à 3.

## Histoire
Robert Fabre, fondateur du MRG, fut maire et député de Villefranche-de-Rouergue.
Un nouveau découpage territorial entre en vigueur en mars 2015, défini par le décret du 21 février 2014, en application des lois du 17 mai 2013 (loi organique 2013-402 et loi 2013-403). Les conseillers départementaux sont, à compter de ces élections, élus au scrutin majoritaire binominal mixte. Les électeurs de chaque canton élisent au Conseil départemental, nouvelle appellation du Conseil général, deux membres de sexe différent, qui se présentent en binôme de candidats. Les conseillers départementaux sont élus pour 6 ans au scrutin binominal majoritaire à deux tours, l'accès au second tour nécessitant 12,5 % des inscrits au 1er tour. En outre la totalité des conseillers départementaux est renouvelée. Ce nouveau mode de scrutin nécessite un redécoupage des cantons dont le nombre est divisé par deux avec arrondi à l'unité impaire supérieure. En Aveyron , le nombre de cantons passe ainsi de 46 à 23. Le canton de Villefranche-de-Rouergue est un des deux seuls cantons à garder le même nom. Le nombre de communes le composant passe de 7 à 3.

## Géographie
Ce canton est organisé autour de Villefranche-de-Rouergue dans l'arrondissement de Villefranche-de-Rouergue. Son altitude variait de 230 m (La Rouquette) à 591 m (Morlhon-le-Haut) pour une altitude moyenne de 350 m.

## Représentation

### Conseillers généraux de 1833 à 2015
| Période | Période      | Identité                        | Étiquette             | Qualité |
| ------- | ------------ | ------------------------------- | --------------------- | --- |
| 1833    | 1836         | Jean-Louis Cibiel aîné          |                       | Maire de Villefranche-de-Rouergue (1832-1837)                                                                                         |
| 1836    | 1838         | Gaspard Soulié (1789-1862)      | Légitimiste           | Ancien contrôleur des contributions directes, propriétaire à Villefranche-de-Rouergue Conseiller d'arrondissement                     |
| 1838    | 1848         | Hermenegilde Galtié (1800-1859) |                       | Président du Tribunal civil de Villefranche-de-Rouergue                                                                               |
| 1848    | 1852         | Noël Cluzel                     | Républicain           | Médecin, adjoint au maire de Villefranche                                                                                             |
| 1852    | 1859 (décès) | Hermenegilde Galtié             |                       | Président du tribunal civil de Villefranche-de-Rouergue                                                                               |
| 1859    | 1870         | Antoine Bras                    |                       | Médecin Maire de Villefranche-de-Rouergue (1846-1848 et 1848-1866)                                                                    |
| 1870    | 1901         | Alfred Cibiel                   | Droite monarchiste    | Grand propriétaire Maire de Villefranche-de-Rouergue (1874-1877) Député (1876-1914)                                                   |
| 1901    | 1919         | Victor Fualdès                  | Républicain           | Maire de Vailhourles, conseiller d'arrondissement                                                                                     |
| 1919    | 1931 (décès) | Jean Magne (1865-1931)          |                       | Notaire à Villefranche-de-Rouergue |
| 1931    | 1937         | Bernard Lhez                    | Rad.                  | Président du conseil des directeurs de la Caisse d'Épargne Maire de Villefranche-de-Rouergue (1929-1936), conseiller d'arrondissement |
| 1937    | 1940         | Abel Magnes                     | URD                   | Médecin, adjoint au maire de Villefranche-de-Rouergue, conseiller d'arrondissement Nommé conseiller départemental en 1943             |
|         |              |                                 |                       | |
| 1945    | 1955         | Roger Cavaignac (1885-1980)     | Rad.                  | Instituteur en retraite, Villefranche-de-Rouergue                                                                                     |
| 1955    | 1979         | Robert Fabre                    | Rad. puis MRG puis SE | Pharmacien Maire de Villefranche-de-Rouergue (1953-1983) Député (1962-1980)                                                           |
| 1979    | 1992         | Jean Rigal                      | PRG                   | Médecin Député (1980-1993 et 1997-2002) Maire de Villefranche-de-Rouergue (1983-1997)                                                 |
| 1992    | 1998         | Serge Roques                    | UMP                   | Médecin hospitalier Député (1993-1997 et 2002-2007) Maire de Villefranche-de-Rouergue (2001-2020)                                     |
| 1998    | 2011         | Claude Penel                    | PS                    | Professeur de collège Maire de Villefranche-de-Rouergue (1997-2001)                                                                   |
| 2011    | 2015         | Éric Cantournet                 | PRG                   | Ancien attaché parlementaire de Jean Rigal Conseiller municipal de Villefranche-de-Rouergue                                           |

#### Résultats électoraux détaillés
- Élections cantonales de 2004 : Claude Penel (PS) est élu au second tour avec 59,46 % des suffrages exprimés, devant Jean-Claude Deltor (Divers droite) (40,54 %). Le taux de participation est de 68,27 % (8 492 votants sur 12 438 inscrits)[8].
- Élections cantonales de 2011 : Éric Cantournet (PRG) est élu au second tour avec 54,79 % des suffrages exprimés, devant Serge Roques (UMP) (45,21 %). Le taux de participation est de 56,5 % (7 207 votants sur 12 755 inscrits)[9].

### Conseillers d'arrondissement (de 1833 à 1940)
Le canton de Villefranche avait deux conseillers d'arrondissement jusqu'en 1871.
| Période                                  | Période          | Identité                                                 | Étiquette          | Qualité |
| ---------------------------------------- | ---------------- | -------------------------------------------------------- | ------------------ | --- |
| 1833                                     | 1839             | Jean Pierre Loubatières                                  |                    | Juge d'instruction à Villefranche, propriétaire à Saint-Igest                                               |
| 1833                                     | 1836             | Gaspard Soulié                                           | Légitimiste        | Propriétaire à Villefranche                                                                                 |
| 1836                                     | 1848             | Louis-François Cibiel                                    |                    | Maire de Villefranche (1845)                                                                                |
| 1839                                     | 1848             | Joseph Marie Charles Emmanuel Dardenne (de) Tizac        |                    | Contrôleur des contributions directes                                                                       |
| 1848                                     | 1852             | Charles Joseph Bals                                      |                    | Médecin à Villefranche                                                                                      |
| 1848                                     | 1852             | Marie Antoine Paulin Charrié (1802-1861)                 |                    | Avoué à Villefranche                                                                                        |
| 1852                                     | 1861             | Charles Dominique Delpech dit Le Bon docteur (1784-1861) |                    | Médecin à Villefranche                                                                                      |
| 1852                                     | 1861             | M. Bastide                                               |                    | Procureur impérial                                                                                          |
| 1861                                     | 1864             | Calixte Pachins                                          |                    | Procureur impéral à Villefranche                                                                            |
| 1861                                     | 1871             | Charles Roques                                           |                    | Avocat, Président du Conseil d'arrondissement                                                               |
| 1864                                     | 1877             | Joseph Auguste Fualdès (1810-1879)                       | Républicain        | Notaire, maire de Vailhourles (de 1851 à 1879)                                                              |
| 1871                                     | 1883             | Pierre Galdou                                            |                    | Propriétaire à Villefranche                                                                                 |
| 1877                                     | 1889             | Félix Delpech (1815-1902)                                |                    | Médecin à Villefranche, Président du Conseil d'arrondissement                                               |
| 1889                                     | 1901 (démission) | Victor Fualdès (1858-1923, fils de J.A.Fualdès)          | Républicain modéré | Cultivateur, maire de Vailhourles, Président du Conseil d'arrondissement                                    |
| 1901                                     | 1919             | Henri Colomb                                             |                    | Notaire, maire de Villefranche de 1904 à 1919, Président du Conseil d'arrondissement                        |
| 1919                                     | 1928             | Ernest Syrmen                                            | RG                 | Médecin, propriétaire à Vailhourles                                                                         |
| 1928                                     | 1931             | Bernard Lhez                                             | Rad.               | Président du conseil des directeurs de la Caisse d'Épargne Maire de Villefranche-de-Rouergue de 1929 à 1936 |
| 1931                                     | 1937             | Abel Magnes                                              | Républicain        | Médecin, conseiller municipal de Villefranche-de-Rouergue                                                   |
| 1937                                     | 1940             | Raoul-Marius Francès                                     |                    | Médecin à Villefranche-de-Rouergue                                                                          |
| 1940                                     |                  |                                                          |                    | Les conseils d'arrondissement ont été suspendus par la loi du 12 octobre 1940 et n'ont jamais été réactivés |
| Les données manquantes sont à compléter. |                  |                                                          |                    | |

### Conseillers départementaux à partir de 2015
| Période élective | Période élective | Mandat | Mandat   | Identité        | Nuance | Nuance | Qualité                                                                                           |
| ---------------- | ---------------- | ------ | -------- | --------------- | ------ | ------ | ------------------------------------------------------------------------------------------------- |
| 2015             | 2021             | 2015   | 2021     | Stéphanie Bayol |        | PRG    | Formatrice Conseillère municipale de Villefranche-de-Rouergue (adjointe au maire depuis 2020)     |
| 2015             | 2021             | 2015   | 2021     | Éric Cantournet |        | PRG    | Agent territorial Conseiller municipal de Villefranche-de-Rouergue (adjoint au maire depuis 2020) |
| 2021             | 2028             | 2021   | en cours | Stéphanie Bayol |        | PRG    | Conseillère sortante                                                                              |
| 2021             | 2028             | 2021   | en cours | Éric Cantournet |        | PRG    | Conseiller sortant                                                                                |

### Résultats détaillés

#### Élections de mars 2015
À l'issue du premier tour des élections départementales de 2015, deux binômes sont en ballottage : Colette Lefevre et Laurent Tranier (DVD, 34,82 %) et Stéphanie Bayol et Éric Cantournet (PRG, 29,65 %). Le taux de participation est de 53,69 % (5 490 votants sur 10 226 inscrits) contre 59,71 % au niveau départemental et 50,17 % au niveau national.
Au second tour, Stéphanie Bayol et Éric Cantournet (PRG) sont élus avec 50,62 % des suffrages exprimés et un taux de participation de 53,59 % (2 529 voix pour 5 480 votants et 10 226 inscrits).
Eric Cantournet est membre du MRSL.

#### Élections de juin 2021
Le premier tour des élections départementales de 2021 est marqué par un très faible taux de participation (33,26 % au niveau national). Dans le canton de Villefranche-de-Rouergue, ce taux de participation est de 35,6 % (3 456 votants sur 9 708 inscrits) contre 43,28 % au niveau départemental. À l'issue de ce premier tour, deux binômes sont en ballottage : Stéphanie Bayol et Éric Cantournet (DVG, 52,8 %) et Christophe Pourcel et Véronique Roux (DVD, 29,78 %).
Le second tour des élections est marqué une nouvelle fois par une abstention massive équivalente au premier tour. Les taux de participation sont de 34,3 % au niveau national, 39,56 % dans le département et 36,11 % dans le canton de Villefranche-de-Rouergue. Stéphanie Bayol et Éric Cantournet (DVG) sont élus avec 64,91 % des suffrages exprimés (2 098 voix pour 3 505 votants et 9 707 inscrits),,. 

## Composition
Par décret du 21 février 2014, le nombre de cantons du département est divisé par deux, avec mise en application aux élections départementales de mars 2015. Le canton de Villefranche-de-Rouergue est conservé et est réduit. Il passe de 7 à 3 communes.

### Composition avant 2015
Le canton de Villefranche-de-Rouergue, d'une superficie de 199 km2, était composé de sept communes.
| Nom                                  | Code Insee | Codepostal | Superficie (km2) | Population (dernière pop. légale) | Densité (hab./km2) |
| ------------------------------------ | ---------- | ---------- | ---------------- | --------------------------------- | ------------------ |
| Villefranche-de-Rouergue (chef-lieu) | 12300      | 12200      | 45,85            | 11 712 (2012)                     | 255                |
| Martiel                              | 12140      | 12200      | 46,71            | 972 (2012)                        | 21                 |
| Morlhon-le-Haut                      | 12159      | 12200      | 22,09            | 569 (2012)                        | 26                 |
| La Rouquette                         | 12205      | 12200      | 29,81            | 760 (2012)                        | 25                 |
| Savignac                             | 12263      | 12200      | 15,28            | 657 (2012)                        | 43                 |
| Toulonjac                            | 12281      | 12200      | 7,25             | 724 (2012)                        | 100                |
| Vailhourles                          | 12287      | 12200      | 32,41            | 696 (2012)                        | 21                 |

### Composition à partir de 2015
Le nouveau canton de Villefranche-de-Rouergue comportait trois communes à sa création.
| Nom                                              | Code Insee | Intercommunalité            | Superficie (km2) | Population (dernière pop. légale) | Densité (hab./km2) | Modifier                                    |
| ------------------------------------------------ | ---------- | --------------------------- | ---------------- | --------------------------------- | ------------------ | ------------------------------------------- |
| Villefranche-de-Rouergue (bureau centralisateur) | 12300      | CC Ouest Aveyron Communauté | 45,85            | 11 502 (2022)                     | 251                | modifier les données · modifier les données |
| La Rouquette                                     | 12205      | CC Ouest Aveyron Communauté | 29,81            | 774 (2022)                        | 26                 | modifier les données · modifier les données |
| Vailhourles                                      | 12287      | CC Ouest Aveyron Communauté | 32,41            | 651 (2022)                        | 20                 | modifier les données · modifier les données |
| Canton de Villefranche-de-Rouergue               | 1222       |                             | 108,07           | 12 927 (2022)                     | 120                | modifier les données                        |

## Démographie

### Évolution démographique avant 2015
| 1962   | 1968   | 1975   | 1982   | 1990   | 1999   | 2006   | 2011   | 2012   |
| ------ | ------ | ------ | ------ | ------ | ------ | ------ | ------ | ------ |
| 12 633 | 13 679 | 15 197 | 15 953 | 15 917 | 15 588 | 16 055 | 16 017 | 16 090 |

### Évolution démographique depuis 2015
En 2022, le canton comptait 12 927 habitants, en évolution de −2,87 % par rapport à 2016 (Aveyron : +0,37 %, France hors Mayotte : +2,11 %).
| 2013   | 2018   | 2022   |
| ------ | ------ | ------ |
| 13 383 | 13 193 | 12 927 |

### Âge de la population
La pyramide des âges, à savoir la répartition par sexe et âge de la population, du canton de Villefranche-de-Rouergue en 2009 ainsi que, comparativement, celle du département de l'Aveyron la même année sont représentées avec les graphiques ci-dessous.
La population du canton comporte 47,9 % d'hommes et 52,1 % de femmes. Elle présente en 2009 une structure par grands groupes d'âge plus âgée que celle de la France métropolitaine. 
Il existe en effet 67 jeunes de moins de 20 ans pour cent personnes de plus de 60 ans, alors que pour la France l'indice de jeunesse, qui est égal à la division de la part des moins de 20 ans par la part des plus de 60 ans, est de 1,06. L'indice de jeunesse du canton est également inférieur à celui  du département (0,67) et à celui de la région (0,89).
| Hommes | Classe d’âge | Femmes |
| ------ | ------------ | ------ |
| 0,7    | 90 ans ou +  | 2,0    |
| 10,1   | 75 à 89 ans  | 14,0   |
| 17,8   | 60 à 74 ans  | 18,4   |
| 20,7   | 45 à 59 ans  | 19,6   |
| 17,0   | 30 à 44 ans  | 17,0   |
| 17,9   | 15 à 29 ans  | 14,1   |
| 15,7   | 0 à 14 ans   | 14,9   |

| Hommes | Classe d’âge | Femmes |
| ------ | ------------ | ------ |
| 0,6    | 90 ans ou +  | 1,7    |
| 10,2   | 75 à 89 ans  | 14,2   |
| 16,9   | 60 à 74 ans  | 17,5   |
| 21,6   | 45 à 59 ans  | 20,3   |
| 18,9   | 30 à 44 ans  | 17,8   |
| 15,1   | 15 à 29 ans  | 13,4   |
| 16,7   | 0 à 14 ans   | 15,1   |